# La daga de la ment
"La daga de la ment" (títol original en anglès "Dagger of the Mind") és el novè episodi de la primera temporada de la sèrie de televisió de ciència-ficció estatunidenca Star Trek. Escrit per Shimon Wincelberg (sota el pseudònim "S. Bar-David") i dirigit per Vincent McEveety, es va emetre per primera vegada el 3 de novembre de 1966.
A l'episodi, l'Enterprise visita una instal·lació de rehabilitació per a persones boges criminals on el metge en cap ha estat utilitzant un dispositiu que destrueix la ment humana.
Aquest episodi presenta la fusió mental vulcaniana.
El títol és extret d'un soliloqui del personatge del títol de l'obra de William Shakespeare Macbeth.

## Argument
L'USS Enterprise, comandat pel Capità Kirk, fa un aprovisionament cap al planeta Tàntal V, una colònia on els criminals bojos estan confinats per rebre tractament. El director de la instal·lació és el doctor Tristan Adams, un psiquiatre famós per defensar un tractament més humà d'aquests pacients. Després que l'Enterprise lliura subministraments i rep la càrrega de Tàntal, un home surt del contenidor portat a bord i ataca un tècnic. En arribar al pont, l'intrus demana asil, però Spock el sotmet amb un pessic vulcanià. A l'infermeria, l'intrus s'identifica com Simon van Gelder, i un control informàtic revela que no és un pacient, sinó l'assistent del doctor Adams.
Quan informen a Tàntal de la captura de van Gelder, el doctor Adams afirma que la prova de van Gelder amb un dispositiu de tractament experimental sobre ell mateix era responsable de la seva condició alterada. McCoy, sospita i insta a Kirk a investigar. Kirk es transporta a la colònia amb un dels psiquiatres del vaixell, la doctora Helen Noel.
Adams els presenta a un terapeuta estranyament sense emocions, Lethe, i fa a Kirk i Noel un recorregut per la colònia. Tot i que és afable i complaent, el seu personal, com Lethe, sembla que no té afecte. Adams mostra a Kirk i Noel el dispositiu de tractament al qual es referia: un "neutralitzador neuronal". Afirma que la màquina, inofensiva a baixa intensitat, només serveix per calmar els presos agitats. En Noel està satisfet amb la seva explicació, però Kirk continua desconfiant.
A l' Enterprise van Gelder es posa cada cop més frenètic, advertint que el grup d'aterratge està en perill, però quan intenta explicar el perill i es refereix al neutralitzador neuronal, es convulsa de dolor. Spock fusiona la seva ment amb la de van Gelder per permetre-li explicar la seva història. Spock s'assabenta que el neutralitzador neuronal pot buidar una ment de pensaments, deixant només una insuportable sensació de solitud, i que Adams l'ha estat utilitzant als presos i al personal per aconseguir el control total de les seves ments. El primer oficial reuneix un equip de seguretat, però el camp de força de la colònia bloqueja el transport i la comunicació.
Desconeixent els esdeveniments a la nau, Kirk decideix provar en secret el neutralitzador sobre ell mateix, amb Noel als comandaments. Ella descobreix que pot implantar fàcilment els pensaments a la ment de Kirk, fins i tot alterant el seu record d'una trobada recent a la festa de Nadal entre ells dos. Apareix Adams, domina Noel, agafa els controls, augmenta la intensitat del neutralitzador i procedeix a convèncer en Kirk que fa anys que està bojament enamorat de Noel. Kirk i Noel són tancats a habitacions.
Per ordres de Kirk, Noel entra a la planta física de la instal·lació a través d'un conducte de ventilació i interromp la següent sessió de neutralització de Kirk tallant l'alimentació a tot el complex. Alliberat del neutralitzador, Kirk ataca Adams, deixant-lo sol i inconscient a la sala de tractament. Un guàrdia descobreix el sabotatge de Noel, es barallen i ella el derrota amb una puntada atlètica que el fa llançar-se al circuit elèctric, matant-lo. Amb el camp de força desactivat, Spock s'envia cap al planeta, desactiva el camp de força i restaura l'energia a la colònia. Això reactiva el neutralitzador neuronal, que buida completament la ment d'Adams, matant-lo.
De tornada a l'Enterprise, Kirk s'informa que van Gelder ha destruït el neutralitzador neuronal. McCoy està sorprès que la soledat pugui ser letal, però Kirk, després de la seva experiència, no ho està.

## Repartiment i doblatge al català
La sèrie va ser doblada al català pels estudis Tecni-3 (primera part) i Diálogo (segona part) i emesa a TV3 l’any 1989. Els dobladors de l'episodi foren:
| Personatge                | Actor/actriu      | Veu en català                      |
| ------------------------- | ----------------- | ---------------------------------- |
| James T. Kirk             | William Shatner   | Jordi Boixaderas                   |
| Spock                     | Leonard Nimoy     | Isidre Sola i Llop                 |
| Montgomery Scott 'Scotty' | James Doohan      | Joan Carles Gustems Domènec Farell |
| Hikaru Sulu               | George Takei      | Jaume Nadal Enric Cusí             |
| Nyota Uhura               | Nichelle Nichols  | Glòria Roig Azucena Díaz           |
| Janice Rand               | Grace Lee Whitney | Mercè Arànega                      |
| Tristan Adams             | James Gregory     | Joaquim Cardona i Solsona          |
| Simon van Gelder          | Morgan Woodward   | Joan Crosas                        |
| Helen Noel                | Marianna Hill     | Pilar Rubiella                     |
| Lethe                     | Susanne Wasson    | Marta Padovan                      |
| Fields                    | John Arndt        | Gabriel Agustí                     |
| Tinent Brent              | Frank da Vinci    | Jesús Díez                         |

## Producció
El títol de l'episodi va ser extret de Macbeth de William Shakespeare. Macbeth planeja assassinar el rei d'Escòcia i veu un punyal que intenta agafar, però només és una al·lucinació.
| « | És un punyal que veig davant meu? El mànec cap a la meva mà? Vine, deixa'm agafar el te. No et tinc, i encara et veig No ets, visió fatal, sensible Per sentir com amb la vista? O ets però Una daga de la ment, una falsa creació Procedeix del cervell oprimit per la calor? | » |

Shimon Wincelberg va escriure originalment una referència a la paràbola "Torà en una cama" d'Hillel, però Roddenberry va obligar a atribuir-la a "l'ancià escèptic". Wincelberg, indignat per les reescriptures de Roddenberry, va demanar un canvi de nom a S. Bar-David per a l'emissió.
El fet d'interpretar un trastorn mental de Van Gelder va afectar l'actor Morgan Woodward. Segons els informes, quan va acabar de filmar l'episodi va anar a casa i va descansar durant quatre dies.

## Recepció
El 2010, SciFiNow va classificar aquest com el vuitè millor episodi de la sèrie original.
Zack Handlen de The A.V. Club va donar a l'episodi una qualificació de "B", assenyalant que l'episodi tenia "un grapat de moments excel·lents (la fusió mental, aquesta maleïda cabina) que no encaixen tan bé com haurien de ser". Handlen va assenyalar que la relació de Kirk i Noel era l'"element més feble" de la trama i que Adams no va fer un dolent convincent. D'altra banda, va sentir que Nimoy feia que la seqüència de fusió mental de Spock fos "bastant efectiva". L'estand i el seu efecte en Adams també es van citar com a moments memorables de l'episodi.

## Llegat i influència
- En articles a les revistes Starlog[8] i Entertainment Weekly, l’actor Morgan Woodward va qualificar el paper del doctor Simon Van Gelder com el treball d'actuació més esgotador físicament i emocionalment de la seva carrera. Desesperat per sortir dels westerns i ampliar el seu abast, va ser seleccionat contra pronòstic per a aquest episodi i va ser tan ben considerat que fou seleccionat per interpretar en la temporada següent al tràgic Capt. Ronald Tracey a "La glòria d'Omega". Interpretar a Van Gelder sí que va passar factura a la seva vida personal, ja que va confessar que durant tres setmanes després va ser antisocial amb els amics i la família. Però va agraïr que aquest episodi li obrís oportunitats completament noves.
- L'episodi de la segona temporada de South Park "Roger Ebert Should Lay Off the Fatty Foods" és una paròdia d'aquest episodi.[9]